# Thereus pedusa
Thereus pedusa is een vlinder uit de familie van de Lycaenidae. De wetenschappelijke naam van de soort werd als Thecla pedusa in 1867 gepubliceerd door William Chapman Hewitson.